# デヴィッド・ジャクソン

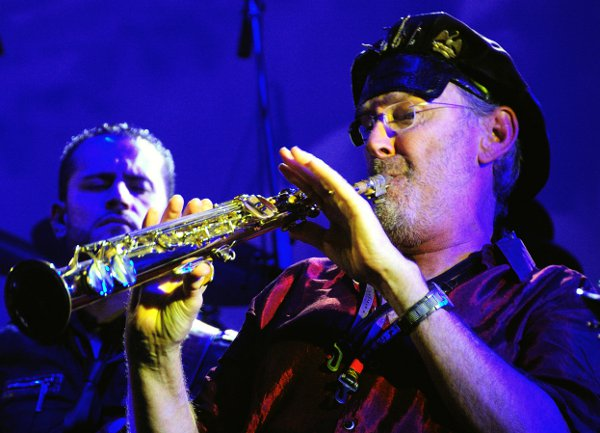
デヴィッド・ジャクソン

デヴィッド・ジャクソン（David Jackson、1947年4月15日 - ）、ニックネーム : ジャクソン (Jaxon)は、イングランドのプログレッシブ・ロック・サックス奏者、フルート奏者、作曲家である。彼によるヴァン・ダー・グラフ・ジェネレーターにおける作品と、音楽と障害者における作品で最もよく知られている。また、ピーター・ガブリエル、キース・ティペット、オザンナ、クリス・ジャッジ・スミス、デヴィッド・クロスらと仕事をしてきた。

## ヴァン・ダー・グラフ・ジェネレーター
ジャクソンは1970年代のほとんどと、2005年の再結成ツアーにおいてヴァン・ダー・グラフ・ジェネレーターのメンバーを務めた。彼の専門は、オクターバー、ワウ、パワフルなアンプを使用したエレクトリック・サックスであった。

## スタイル
彼のサックス奏法は、ダブルホーンを頻繁に使用し、同時に2つのサックスを演奏することを特徴としている。彼のスタイルはローランド・カーク（ジャクソンに影響を与えたスタイルとテクニック）からコピーしたものである。彼はフルートとホイッスルも演奏する。『NME』誌において、レビュアーのジョナサン・バーネットは、デヴィッド・ジャクソンのことを「サックスのファン・ゴッホ (反逆者にして印象派であり、彼の個人的な収容所の窓から外の歪んだ世界についてのヴィジョンを分かち合っている)」と呼んでいる。

## その他の仕事
ジャクソンはヴァン・ダー・グラフ・ジェネレーターでの仕事に加えて、ロング・ハロー・プロジェクトのように、ヴァン・ダー・グラフ・ジェネレーターの他のメンバーとも頻繁に協力し合っている。彼は、ヴァン・ダー・グラフ・ジェネレーターの共同創設者であるクリス・ジャッジ・スミスと、多くのプロジェクトで協力してきた。1979年のレディング・フェスティバルでは、ピーター・ガブリエルと共に演奏した。ジャクソンはイタリアのロック・ミュージシャン、特にボローニャのアレックス・カルパニ・バンドや、ナポリのオザンナとよく一緒に活動している。
ジャクソンは心理学を知るためにセント・アンドルーズ大学に通い、ローハンプトンのサリー大学に通い教育を学んだ。彼はイギリスで小学校の数学教師として働いていた。
彼はまた、肉体的および精神的に障害のある人々と協力して、「サウンドビーム (Soundbeam)」として知られるテクノロジーを駆使して音楽を作ることを可能にした。彼は、サウンドビームのトレーナーにして、システム・デザイナー、ビルダーでもある。自閉症児との彼の作品に関するドキュメンタリーが、1998年にBBCラジオ4にて放送された。
「トーンウォール (Tonewall)」は彼のアイデアの名前である。サウンドビームの他に、これにはエコーミラーズとジェリービーン・アイも含まれている。ジャクソンは、オーケストラやジャズのミュージシャン、カリビアン・ミュージックなどさまざまなスタイルのミュージシャンを引き込んで、あらゆるレベルの能力を持つ人々のグループ、ステージ上で音楽を制作するために深刻な身体障害をもつ人さえ、一緒に演奏を行っている。。
2012年と2013年には、イタリアのアレックス・カルパニ・バンドにて、ヨーロッパとアメリカの各大陸をツアーした。

## 私生活
デヴィッド・ジャクソンは、リンカンシャーのスタンフォードで生まれた。彼の娘は歌手のドリー・ジャクソンで、クリス・ディフォード、フランシス・ダナリー、ウィリアム・トップリーと一緒に働いている。彼の息子はレコーディング・エンジニアのジェイク・ジャクソンである。

## ディスコグラフィ

### ソロ・アルバム
- Savages (1990年) ※カセット
- Hazard Dream Sequence (1991年) ※EP
- Tonewall Stands (1992年)
- Fractal Bridge (1996年)

### ヴァン・ダー・グラフ・ジェネレーター
- 『ザ・リースト・ウィ・キャン・ドゥ・イズ・ウェイヴ・トゥ・イーチ・アザー』 - The Least We Can Do Is Wave To Each Other (1970年)
- 『天地創造』 - H To He Who Am The Only One (1970年)
- 『ポーン・ハーツ』 - Pawn Hearts (1971年)
- 『ゴッドブラフ』 - Godbluff (1975年)
- 『スティル・ライフ』 - Still Life (1976年)
- 『ワールド・レコード』 - World Record (1976年)
- 『ザ・クワイエット・ゾーン／ザ・プレジャー・ドーム』 - The Quiet Zone / The Pleasure Dome (1977年)
- 『ヴァイタル』 - Vital / Van Der Graaf Live (1978年) ※ライブ
- Maida Vale / BBC (1994年) ※ライブ
- 『プレゼント』 - Present (2005年)
- 『リアル・タイム - ロイヤル・フェスティヴァル・ホール』 - Real Time (2007年) ※ライブ

### ピーター・ハミル
- 『フールズ・メイト』 - Fool's Mate (1971年)
- 『カメレオン・イン・ザ・シャドウ・オブ・ザ・ナイト』 - Chameleon In The Shadow Of The Night (1973年)
- 『ザ・サイレント・コーナー・アンド・ジ・エンプティ・ステージ』 - The Silent Corner And The Empty Stage (1974年)
- 『ネイディアーズ・ビッグ・チャンス』 - Nadir's Big Chance (1975年)
- 『ザ・フューチャー・ナウ』 - The Future Now (1978年)
- 『pH7』 - pH7 (1979年)
- 『ア・ブラック・ボックス』 - A Black Box (1980年)
- 『シッティング・ターゲッツ』 - Sitting Targets (1981年)
- Enter K (1982年)
- Patience (1983年)
- 『スキン』 - Skin (1986年)
- 『夢見』 - Out Of Water (1990年)
- Fireships (1992年)
- The Noise (1993年)
- Roaring Forties (1994年)
- 『クロス・マイ・ハート』 - X My Heart (1996年)
- This (1998年)
- 『ホワット、ナウ?』 - What, Now? (2001年)
- Clutch (2002年)
- Incoherence (2004年)

### ロング・ハロー
- The Long Hello (1973年)
- The Long Hello Volume Two (1981年)
- The Long Hello Volume Three (1982年)
- The Long Hello Volume Four (1983年)

### クリス・ジャッジ・スミス
- DemocraZy (1991年)
- Curly's Airships (2000年)
- Orfeas (2011年)

### 参加アルバム
- アラン・ソレンティ : 『コメ・ウン・ヴェッキオ・インセンシエーレ・アッラルバ・ディ・ウン・ヴィラッジオ・デセルト』 - Come un vecchio incensiere all'alba di un villaggio deserto (1973年)
- シティ・ボーイ : Dinner At The Ritz (1976年)
- ジャクソン/バントン/エヴァンス : Gentlemen Prefer Blues (1985年)
- サラ・ジェーン・モリス : 『リーヴィング・ホーム』 - Sarah Jane Morris (1988年)
- マジック・マッシュルーム・バンド : Eyes Of The Angel (1989年)
- マジック・マッシュルーム・バンド : Spaced Out (1991年)
- Treloar School And Ballard School With David Jackson And Andy Baker : Beams & Bells: Live at the QEH (2001年)
- St. John's CE (Aided) Primary School : A to Z Healthy Choices (2003年)
- David Jackson & René van Commenée : Batteries Included (2003年)
- タンジェント : 『ザ・ミュージック・ダイド・アローン』 - The Music That Died Alone (2003年)
- Tony Pagliuca & David Jackson & Massimo Dona Quintet : Re-Collage (2004年)
- マンガラ・ヴァリス : Lycanthrope (2005年)
- ドリー・ジャクソン : The Courting Ground (2007年)
- Lüüp : Distress Signal Code (2008年)
- オザンナ&デヴィッド・ジャクソン : 『邂逅の瞬間』 - Prog family (2008年)
- ニック・ポッター : Live in Italy (2008年)
- N.y.X : Down in Shadows (2009年)
- Lüüp : Meadow Rituals (2011年)[11]
- Le Jury : Jaxon Faces the Jury (2012年)
- Mr Averell : Gridlock (2012年)[12]
- ジョン・ハケット、マルコ・ロ・ムシオ、カルロ・マテウッチ : 『プレイング・ザ・ヒストリー』 - Playing the History (2013年)
- Ingranaggi Della Valle : In Hoc Signo (2013年)
- オザンナ・フィーチャリング・デヴィッド・ジャクソン、ジャンニ・レオーネ : 『ナポリの熱情 - ライヴ・イン・ローマ』- Prog Exhibition 2010 (Live In Rome) (2014年)
- ReaGente 6 : Live! (2014年)
- デヴィッド・クロス&デヴィッド・ジャクソン : 『アナザー・デイ』 - Another Day (2018年)
- ジョン・ハケット&マルコ・ロ・ムシオ・デュオ : On The Wings Of The Wind (2019年)